# Вотерлу (Индијана)
Вотерлу (енгл. Waterloo) град је у америчкој савезној држави Индијана.

## Демографија
По попису из 2010. године број становника је 2.242, што је 42 (1,9%) становника више него 2000. године.
| Група             | 2000.         | 2010.         |
| Белци             | 2.085 (94,8%) | 2.104 (93,8%) |
| Афроамериканци    | 5 (0,2%)      | 11 (0,5%)     |
| Азијати           | 4 (0,2%)      | 1 (0,0%)      |
| Хиспаноамериканци | 81 (3,7%)     | 86 (3,8%)     |
| Укупно            | 2.200         | 2.242         |